# تشارلز أندرسون (متسابق الحدث)
تشارلز أندرسون (بالإنجليزية: Charles Anderson)‏ هو متسابق الحدث أمريكي، ولد في 24 أكتوبر 1914 في كاليفورنيا في الولايات المتحدة، وتوفي في 27 مارس 1993 في فرانكفورت في ألمانيا.

## وصلات خارجية
- تشارلز أندرسون على موقع أوليمبيديا (الإنجليزية)